# Pina Rando
Pina Rando (Genova, 7 ottobre 1953) è una direttrice teatrale italiana, direttrice del Teatro dell'Archivolto di Genova.

## Biografia
Entra a far parte come organizzatrice del nascente Teatro dell'Archivolto nel 1980. Segue la compagnia anche quando nel 1982 la sede originaria viene chiusa e guida il gruppo nell'attività di teatro ragazzi.
Nel 1985 il nucleo originario del Teatro dell'Archivolto si scioglie ma viene rifondato da Pina Rando assieme al regista Giorgio Gallione, sviluppando spettacoli maggiormente orientati al pubblico degli adulti, pur tenendo attiva la parte del teatro ragazzi.
Sotto la direzione di Pina Rando il Teatro dell'Archivolto produce più di cento spettacoli e organizza convegni e rassegne. La compagnia prende inoltre sede al Teatro Gustavo Modena, che nel 1997 viene riaperto e diventa sede dell'Archivolto.